# Barry Adamson
Barry Adamson (Manchester, Anglaterra, 1 de juny de 1958) és un baixista i compositor de cinema anglès, aclamat en l'àmbit del rock i jazz de Manchester dels últims anys dels 70 i primers dels 80.
Ha treballat amb grups com Magazine, Buzzcocks, Visage, Nick Cave and the Bad Seeds i Pan Sonic; i amb Pete Shelley. També ha fet bandes sonores per a David Lynch a més de publicar seu propis discs.

## Biografia
Joventut
Adamson va néixer a Moss Side, Manchester, Anglaterra d'una mare blanca i un pare negre. Va llegir molts còmics des de petit. A l'escola es va submergir en l'art, la música i el cinema i va produir la seva primera cançó - "Brain Pain" - als 10 anys. Els seus gustos musicals diversos van des d'Alice Cooper a Motown passant per David Bowie.

## Carrera
Després de deixar l'escola, Adamson es va dedicar al disseny gràfic mentre assistia a Stockport Art College, però va abandonar poc després, preferint aventurar-se a l'escena punk rock explosiva de finals dels anys setanta. Es va unir a la banda Magazine de l'ex cantant dels Buzzcocks Howard Devoto per tocar el baix, amb qui va anotar un senzill de les llistes, "Shot by Both Sides"; a finals de 1977, també es va unir als Buzzcocks, com a substitut temporal de Garth Smith. Va tocar en tots els àlbums de Magazine en la seva encarnació original i va contribuir a l'àlbum en solitari de Devoto i a la seva següent banda, Luxuria. També va col·laborar amb la banda d'estudi Visage, tocant als dos primers àlbums del conjunt, Visage i The Anvil.
Després de la ruptura de Magazine, Adamson va treballar amb un altre ex-Buzzcock, Pete Shelley, abans d'unir-se a Nick Cave and The Bad Seeds, que va participar en quatre dels seus àlbums: From Her to Eternity, The Firstborn Is Dead, Kicking Against the Pricks i Your Funeral. Després de la seva etapa amb la banda i d'una gira europea amb Iggy Pop el 1987, va sortir en solitari, publicant un EP, The Man with the Golden Arm el 1988, i el seu primer àlbum en solitari, Moss Side Story, l'any següent, la "banda sonora". "a una pel·lícula negra inexistent. L'àlbum va incorporar notícies i efectes de so mostrats i va comptar amb els músics convidats Marcia Schofield (de The Fall), Diamanda Galás i antics col·legues dels Bad Seeds. El tercer àlbum d'Adamson, Soul Murder, va ser seleccionat per al Mercury Music Prize el 1992.
El seu treball en solitari ha estat influenciat principalment per John Barry, Elmer Bernstein i Ennio Morricone, mentre que els seus treballs posteriors inclouen jazz, electrònica, soul, funk i estils dub.
El 1996, Adamson va contribuir a l'àlbum de beneficis de la sida, Offbeat: A Red Hot Soundtrip, produït per la Red Hot Organization. El seu propi àlbum aquell any, Oedipus Schmoedipus, va arribar al número 51 a la llista d'àlbums del Regne Unit. Més tard s'inclourà a la llista 1001 Albums You Must Hear Before You Die, juntament amb Moss Side Story.
El 2002, Adamson va deixar el seu segell a de feia temps, Mute Records, i va començar la seva pròpia casa de producció, Central Control International. El 2006, va llançar Stranger on the Sofa, primer pel seu segell de Central Control International, amb l'aclamació de la crítica. Back to the Cat, el seu segon àlbum per al segell, va ser llançat el març de 2008. El 2007 es va anunciar que Magazine es reformaria per als concerts del 2008. Adamson va participar en la mateixa formació que va gravar Secondhand Daylight, amb l'excepció del difunt John McGeoch, que va ser substituït pel membre de l'Apollo 440 Noko. No obstant això, Adamson s'ha retirat de la reunió i dels nous enregistraments.
El segon àlbum en solitari d'Adamson va ser la banda sonora d'una pel·lícula real aquesta vegada: Delusion de Carl Colpaert, i ell continuaria proporcionant bandes sonores per a diverses altres pel·lícules.
El 27 d'agost de 2010, Adamson va llançar la cançó "Rag and Bone", com a descàrrega digital i com a disc de vinil de 12 polzades.
El 2011, Adamson va estrenar el seu debut com a director, Therapist, del qual també va proporcionar la música. Després va llançar un àlbum d'estudi, I Will Set You Free, el 30 de gener de 2012.
Adamson va col·laborar amb els Bad Seeds al seu àlbum de 2013, Push the Sky Away, tocant el baix en dues cançons. També va fer una gira amb la banda a la bateria i els teclats, per substituir un Thomas Wydler malalt.
El seu àlbum del 2016 Know Where To Run va anar acompanyat d'un llibre amb fotos que Adamson va fer als EUA mentre estava de gira amb 
Nick Cave. El 2018 es va publicar Memento Mori, un àlbum que celebrava el seu 40è aniversari com a músic professional, al qual va seguir un concert a la Union Chapel de Londres. Una gravació d'aquest concert es va publicar en vinil i CD.
Material de la banda sonora
La cançó "Refugee Song" d'Adamson es va incloure a la banda sonora de Derek Jarman The Last of England. Va compondre la banda sonora de Delusion, que també s'ha estrenat. Adamson també va contribuir amb material de la banda sonora a Gas Food Lodging i a Lost Highway de David Lynch.

## Instruments
En els primers vídeos de la revista Real Life, Adamson va tocar un Rickenbacker 4001 i a Secondhand Daylight, un Gibson EB-3. El seu baix principal durant la gira de la revista va ser un Ovation Magnum Mk1. L'Ovació es pot veure a l'aparició de la revista a Urgh! A Music War així com a la portada del disc en directe Play. Per als concerts de la revista de 2008, va alternar entre l'Ovation, un Fender Artist i un Fender Jaguar Bass. Sovint va utilitzar una unitat de Boss Chorus als seus baixos, donant un so lleugerament processat que va ser molt imitat a l'escena de rock dels anys vuitanta del Regne Unit.

## Llegat
En la seva autobiografia, It's So Easy (And Other Lies), Duff McKagan de Guns N' Roses va dir que estava influenciat per bandes impulsades pel baix com la de Barry Adamson a Magazine. En una entrevista amb la revista musical alemanya Gitarre & Bass, Billy Gould de Faith No More va dir que Adamson va ser una de les seves influències, perquè va combinar la música soul amb el post-punk quan va tocar amb Magazine.

## Discografia
Studio albums
| 1989 | Moss Side Story                                        |
| 1992 | Soul Murder                                            |
| 1996 | Oedipus Schmoedipus                                    |
| 1998 | As Above, So Below (àlbum d'estudio per Barry Adamson) |
| 2002 | The King of Nothing Hill                               |
| 2006 | Stranger on the Sofa                                   |
| 2008 | Back to the Cat                                        |
| 2012 | I Will Set You Free                                    |
| 2016 | Know Where to Run                                      |

EPs
| Any  | Títol                |
| 1989 | Taming of the Shrewd |
| 1993 | The Negro Inside Me  |
| 2017 | Love Sick Dick       |
| 2021 | Steal Away           |

Singles
| Any  | Títol | Àlbum                                           |
| 1988 | "The Man with the Golden Arm"                                                                                            | Moss Side Story                                 |
| 1991 | "These Boots Are Made for Walking" (amb Anita Lane)                                                                      | Delusion                                        |
| 1998 | "What It Means" | As Above So Below                               |
| 1998 | "Can't Get Loose" b/w non-album tracks "Trouble Asunder (Oedipus Returns)", "Hear the Angels", "Namaste MPC (End Title)" | As Above So Below                               |
| 1999 | "The Crime Scene" | dividit sol amb The Jon Spencer Blues Explosion |
| 2001 | "Motorlab #3" (amb Pan Sonic)                                                                                            | N/A                                             |
| 2002 | "Black Amour" | The King of Nothing Hill                        |
| 2002 | "Whispering Streets" | The King of Nothing Hill                        |
| 2006 | "The Long Way Back Again"                                                                                                | Stranger on the Sofa                            |
| 2008 | "Straight 'til Sunrise" (download only)                                                                                  | Back to the Cat                                 |
| 2010 | "Rag and Bone" | N/A                                             |
| 2016 | "Up in the Air" | Know Where to Run                               |

Altres aparicions
| Any  | Títol            | Àlbum                                                        |
| ---- | ---------------- | ------------------------------------------------------------ |
| 1996 | "Hip No Therapy" | Offbeat: A Red Hot Soundtrip                                 |
| 2012 | "I Wanna Be You" | The Journey Is Long: The Jeffrey Lee Pierce Sessions Project |
| 2019 | "4'33"           | STUMM433                                                     |

Soundtracks

## Àlbums
| Any  | Títol    |
| 1991 | Delusion |

Contributions
| Any  | Film                | Track(s)                                          |
| 1987 | The Last of England | "Refugee Theme (15 Rounds)" with Martin McCarrick |
| 1992 | Gas Food Lodging    | 6 tracks                                          |
| 1997 | Lost Highway        | 3 tracks                                          |

Recopilacions i mostres
| Any  | Títol                            | Tipus |
| 1992 | Cinema Is King                   | EP    |
| 1995 | Movieology                       | EP    |
| 1995 | The Big Bamboozle                | EP    |
| 1999 | The Murky World of Barry Adamson | Album |
| 2018 | Memento Mori                     | Album |

## Composicions
- To Have and to Hold (1996) banda sonora de la pel·lícula amb Nick Cave i Mick Harvey
- The World of Interiors (2001) banda sonora de la pel·lícula

## Filmografia seleccionada
Delusion, Lost Highway, The Escort, Out of Depth.